# عصماء بنت مروان

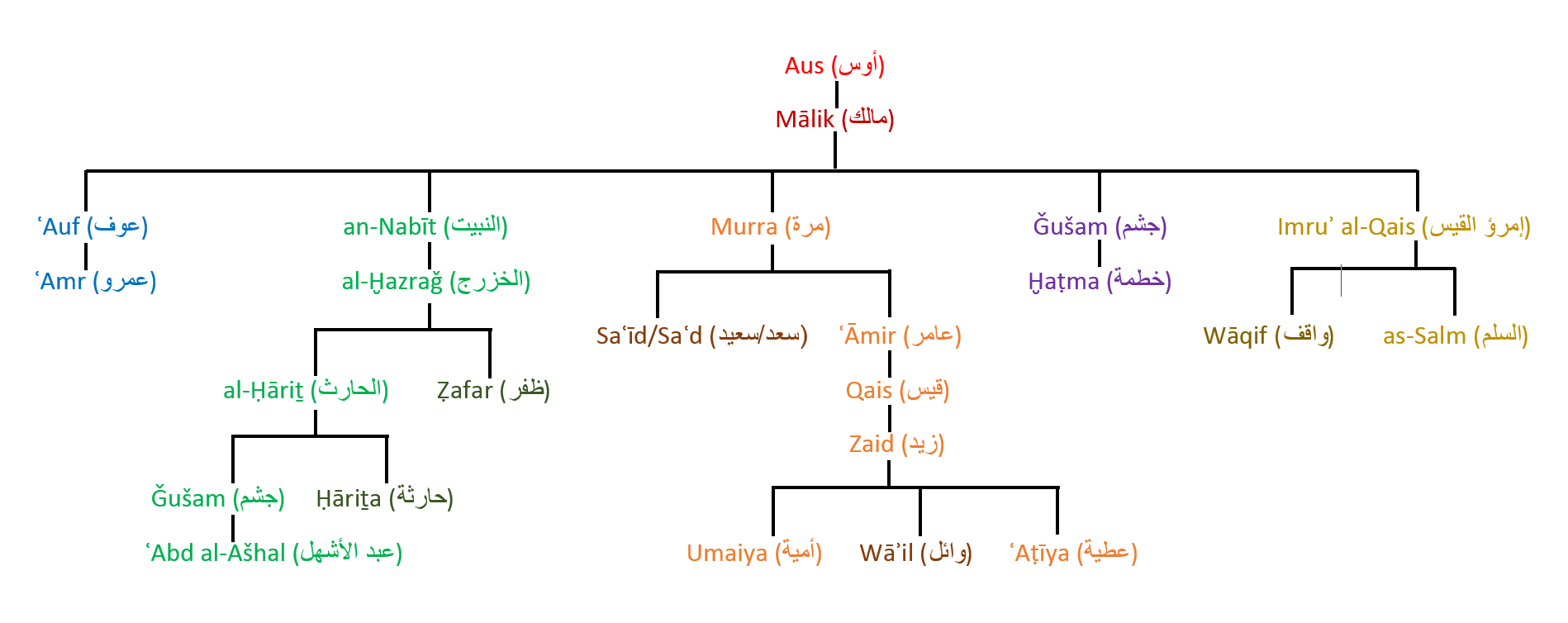
شجره نامه عصما بنت مروان

عصماء دختر مروان زنی شاعر و یهودی هم عصر پیامبر اسلام و ساکن مدینه بود. وی در اشعارش سخنان محمد و قرآن را هجو می‌کرد. وی همچنین در اشعارش آشکارا از قبایلی که به اسلام گرویده بودند انتقاد می‌کرد. محمد دربارهٔ وی در نزد اصحابش گفت: «آیا کسی نیست که انتقام مرا از دختر مروان بگیرد؟» پس فردی به نام عمیر بن عدی بن خرشه مأمور کشتن عصماء گردید. وی شبانه به خانهٔ عصماء رفت. عصماء خوابیده بود و فرزندش را در آغوش گرفته بود. عمیر فرزند را از سینهٔ عصماء دور کرد و عصماء را کشت. وی فردای آن روز نزد محمد رفت و خبر کشتن عصماء را به او داد. محمد نیز پس از شنیدن آن گفت: «ای عمیر خداوند و پیامبرش را یاری کردی»